# 希德韦高尔多
希德韦高尔多，是匈牙利包尔绍德-奥包乌伊-曾普伦州所辖的一个村。总面积16.99平方公里，总人口544，人口密度32.0人/平方公里（2011年1月1日）。